# Острів Принца Уельського (Аляска)
Острів Принца Уельського (англ. Prince of Wales Island) — найбільший острів архіпелагу Олександра, розташованого на південному сході Аляски в Тихому океані.

## Історія
Острів був відкритий в 1741 році російським мореплавцем Олексієм Чириковим. Назву острова було зафіксовано в договорі між Великою Британією та Російською імперією від 16-28 лютого 1825 року.

## Географія та екологія
Острів має розміри 217 на 72 км і площу близько 6674 км², за розміром острів це четвертий Сполучених Штатах (після Гаваїв, Кадьяка та Пуерто-Рико) і дев'яносто сьомий острів світу[джерело?]. Його площа порівняна з площею штату Делавер або 1/10 Ірландії. Населення становить близько 6000 осіб, 1200 з яких живе в місті Крейг — найбільшому населеному пункті острова, заснованому 1907 року.

## Економіка
Економіка заснована на лісовому господарстві, рибальстві і переробці риби.